# Parque Jingshan

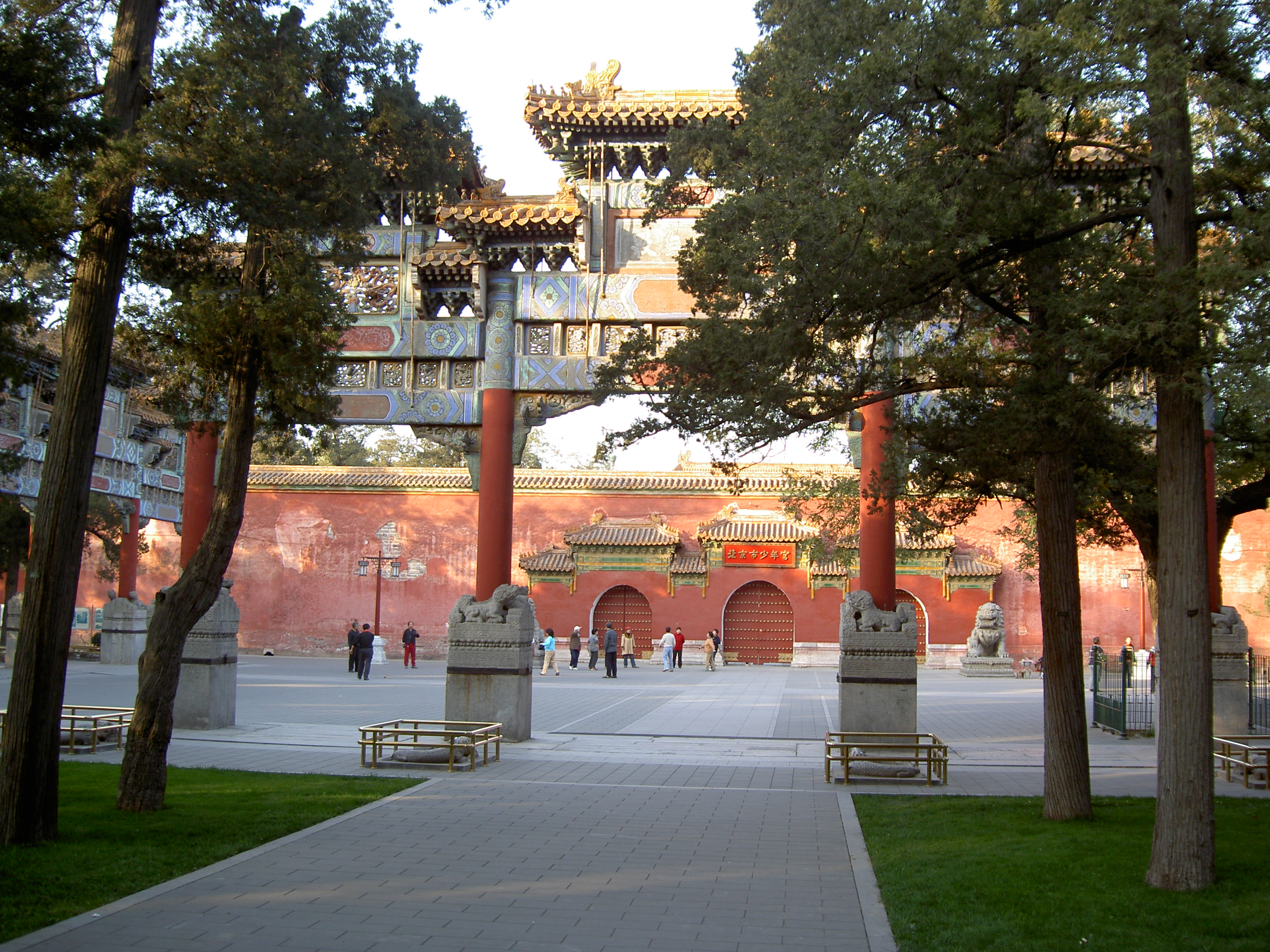
Un paifang en Jingshan

Jingshan (en chino, 景山; pinyin, Jǐngshān; literalmente, ‘Colina de la Perspectiva’) es una colina artificial situada en Pekín, China. Tiene una superficie de más de 230 000 m², y está justo al norte de la Ciudad Prohibida, en el centro de Pekín. Administrativamente está dividido entre los distritos de Xicheng y Dongcheng. Originalmente era un jardín imperial, y ahora es un parque público, conocido como Parque Jingshan (景山公园).

## Historia
La historia de Jingshan se remonta a las Dinastías Liao y Jin, haca casi mil años. La colina artificial de 45,7 metros de altura se construyó durante el reinado de Yongle, de la Dinastía Ming, usando la tierra excavada para crear los fosos del Palacio Imperial y los canales cercanos. Es especialmente impresionante cuando uno se da cuenta de que toda esta tierra se trasladó usando solo el trabajo manual y la fuerza animal. Jingshan consta de cinco picos individuales, y en la cima de cada uno hay un pabellón elaborado. Estos pabellones eran usados por las autoridades para reuniones y ocio. Los cinco picos también señalan aproximadamente el eje histórico del centro de Pekín.
Según las reglas del Feng Shui, es favorable situar una residencia al sur de una colina (y también es práctico, pues protege de los fríos vientos del norte). Los palacios imperiales en las capitales de las anteriores dinastías también se situaban al sur de una colina. Cuando la capital se trasladó a Pekín, no existía ninguna colina allí, por lo que se construyó una artificial. Se conoce popularmente como Colina Feng Shui. También es conocida como Colina del Carbón, traducción literal de su antiguo nombre popular chino (en chino, 煤山; pinyin, Méishān).
El último emperador de la Dinastía Ming, Chongzhen, se suicidó ahorcándose aquí en 1644.

## Relación con la Ciudad Prohibida

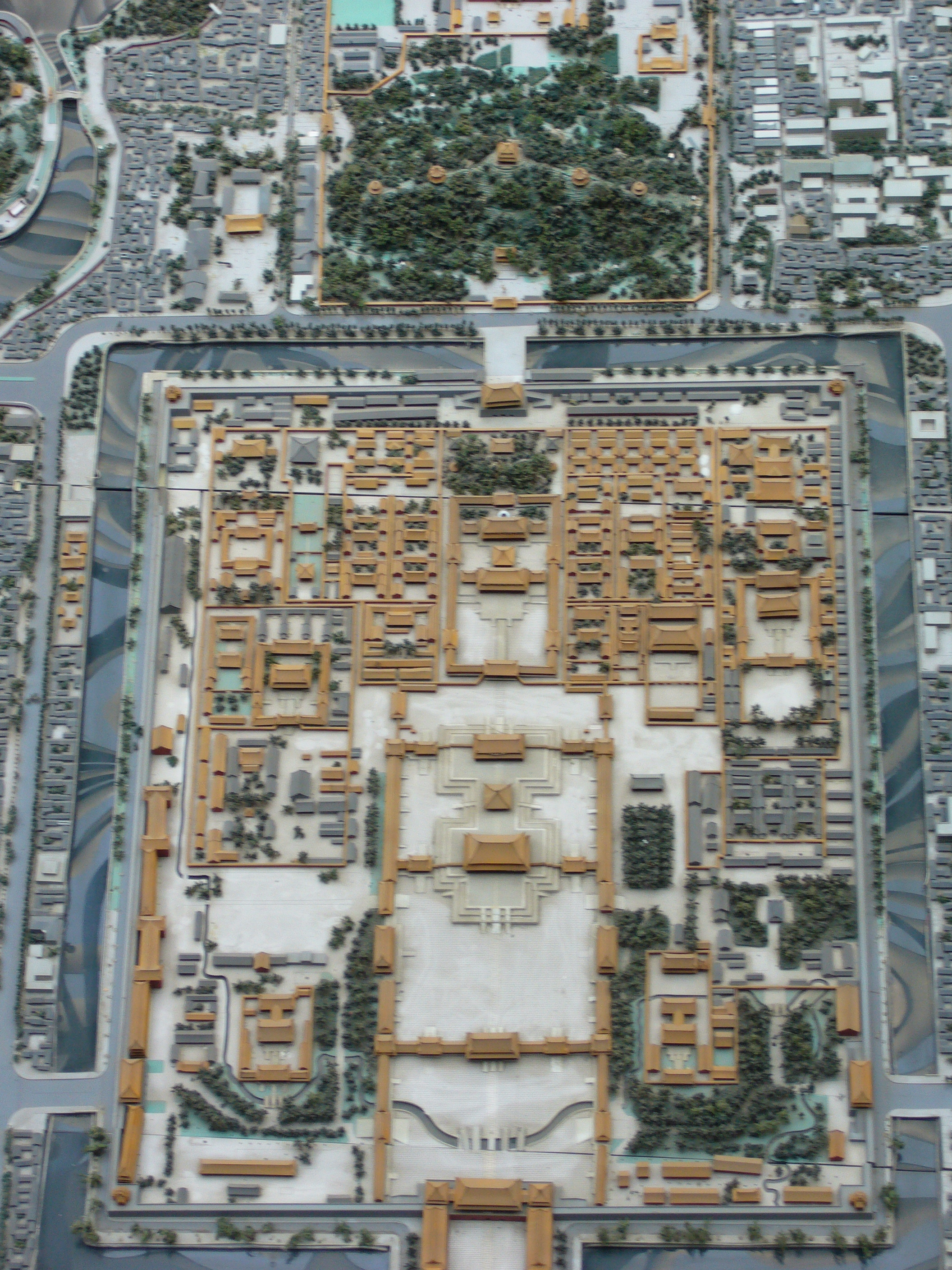
Maqueta que muestra el Parque Jingshan Park al norte de la Ciudad Prohibida.

La colina Jingshan está separada de la Ciudad Prohibida por el foso del palacio. Sin embargo, hasta 1928 el parque se situaba junto al foso y por el sur solo se podía acceder desde la Ciudad Prohibida, por la Puerta del Poder Divino. En 1928, se construyó una nueva calle (New Jingshan St) al norte del foso del palacio. Esta calle separó completamente Jingshan de la Ciudad Prohibida. La Puerta del Poder Divino se convirtió en la puerta trasera del Museo de Palacio, y la puerta principal del Parque Jingshan está ahora al norte de la calle.
Jingshan es un lugar popular de reunión para personas jóvenes y mayores. Se pueden ver con frecuencia personas mayores bailando, cantando y haciendo otras actividades culturales, como kuaiban (relatos de cuentos).

## Acceso
El parque tiene cuatro entradas, una en cada punto cardinal. La entrada sur se sitúa en Jingshan Front Street, al otro lado de la Ciudad Prohibida y se puede acceder por las rutas 101, 103, 109, 124, 202, 211, 609 y 685 del Autobús de Pekín. La entrada oeste en Jingshan West Street y Doushan Street está a poca distancia de la puerta este del Parque Beihai y se puede acceder por las rutas 5 y 609. Las rutas 111 y 124 del trolebús paran en la entrada este. La entrada norte, en una intersección con forma de T de Jingshan Back Street y Di'anmen Inner Street se puede acceder por las rutas de autobús 5, 111, 124 y 609.

## Galería de imágenes

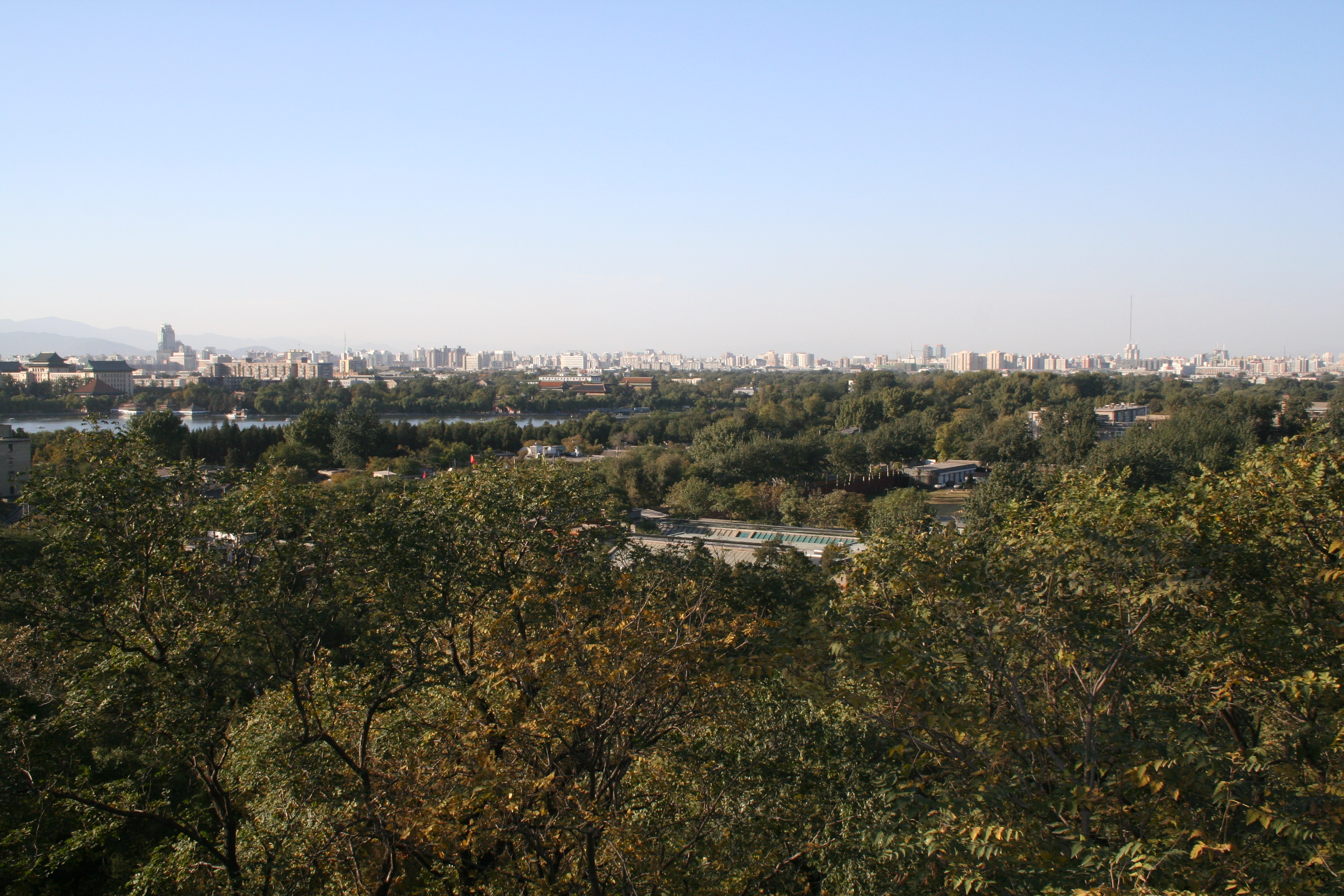
Vista desde la cima de Jingshan
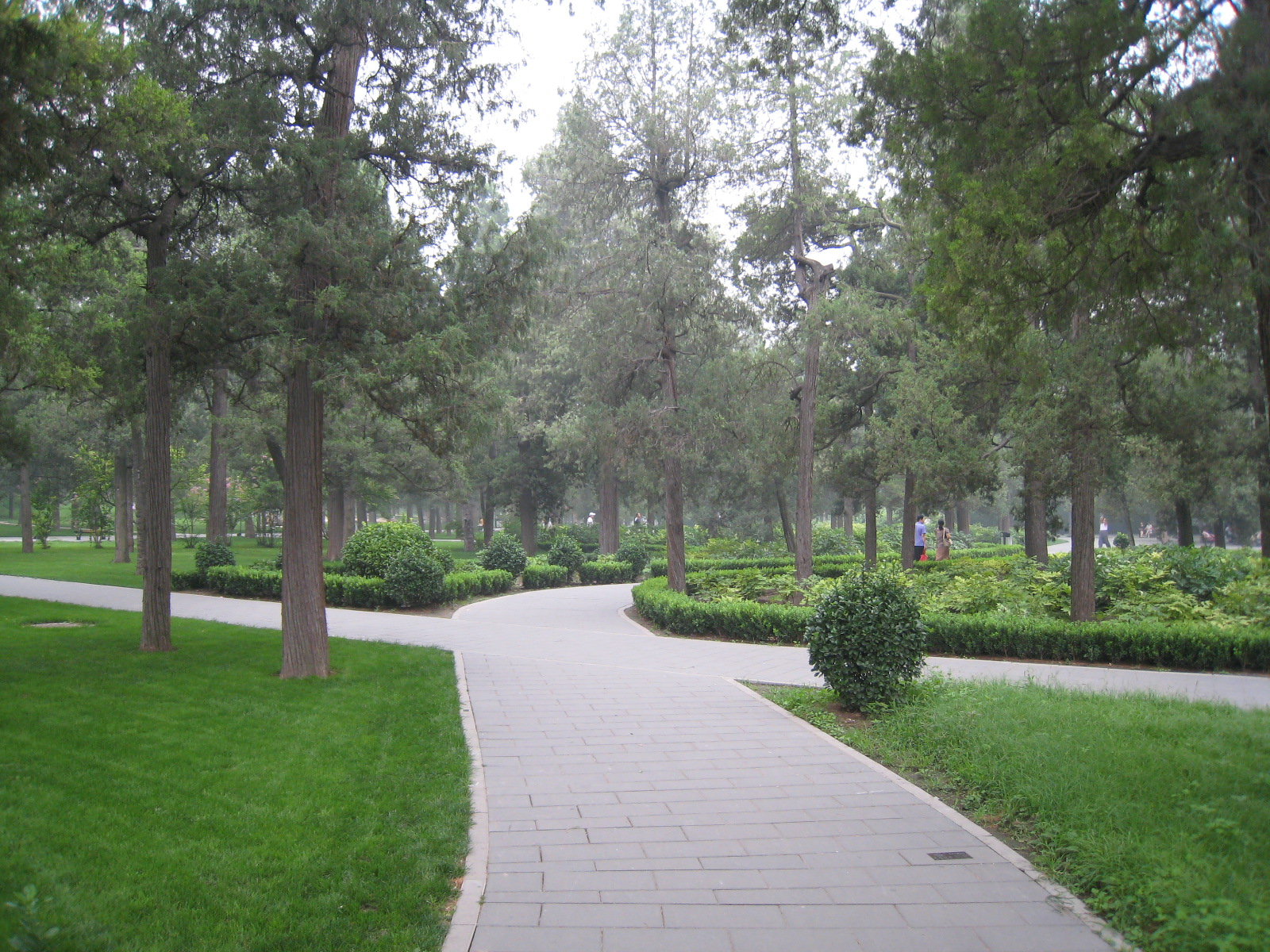
Un paseo por el parque
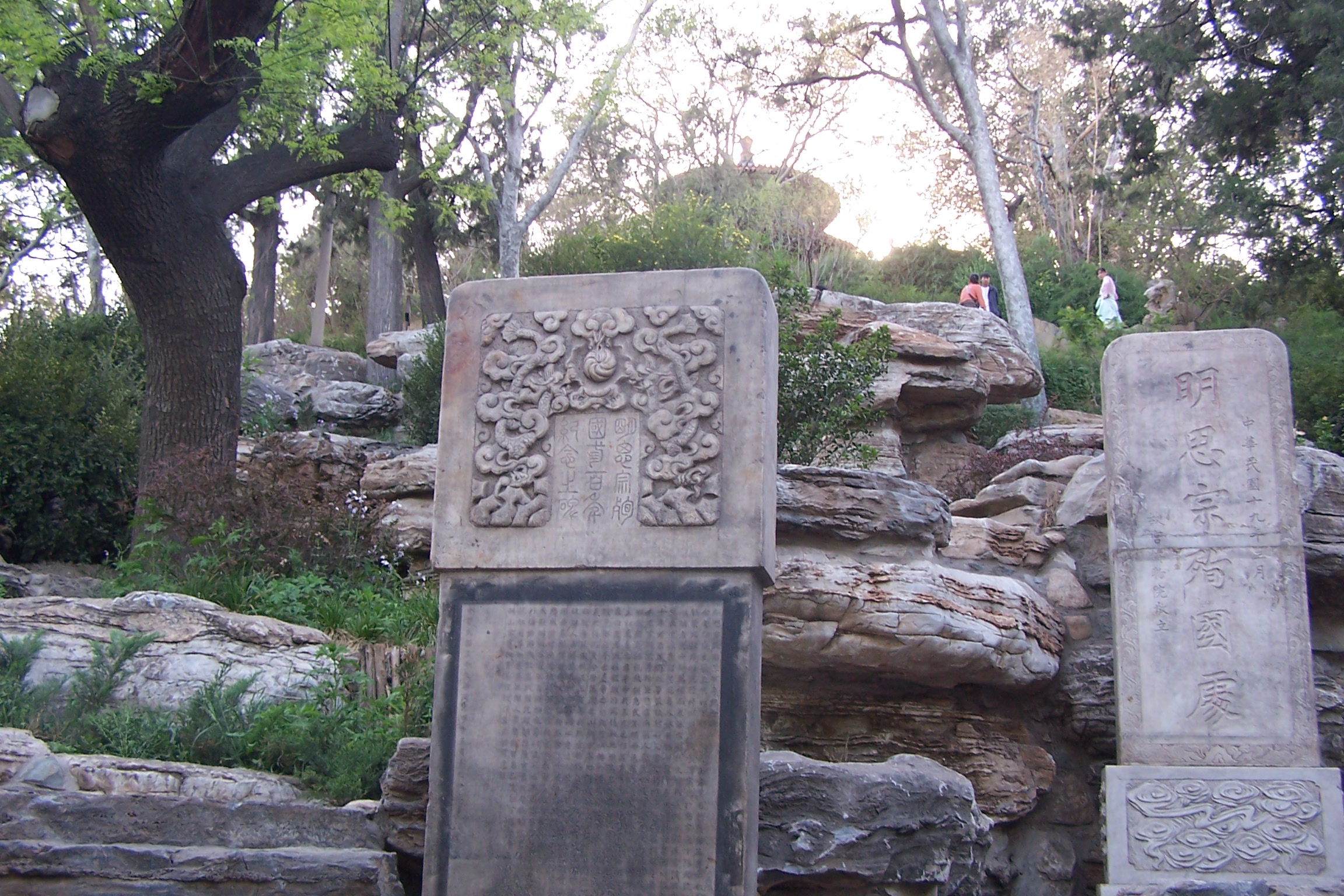
Tablas de piedra en Jingshan
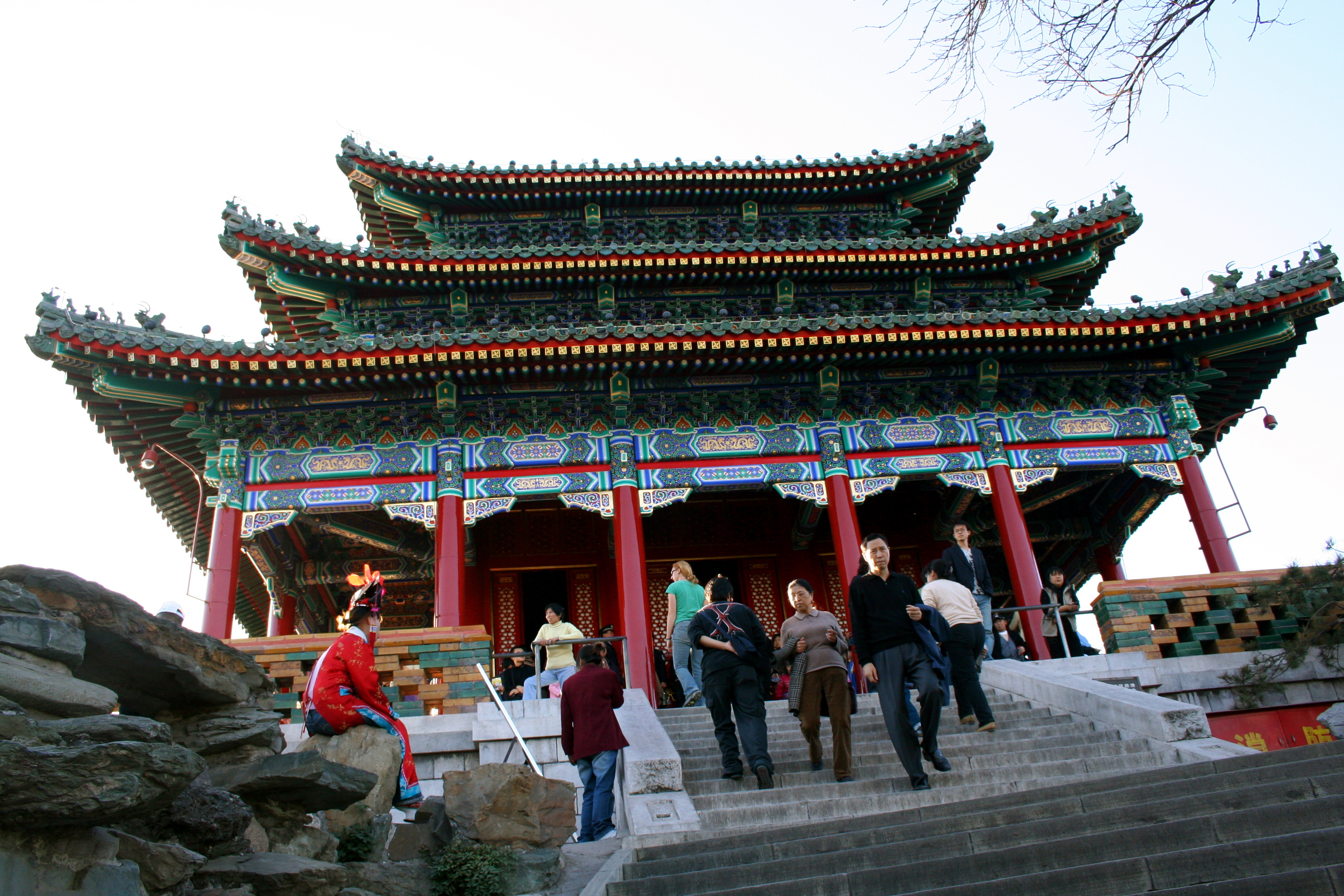
Un pabellón de tres plantas en la cima de uno de los picos de Jingshan
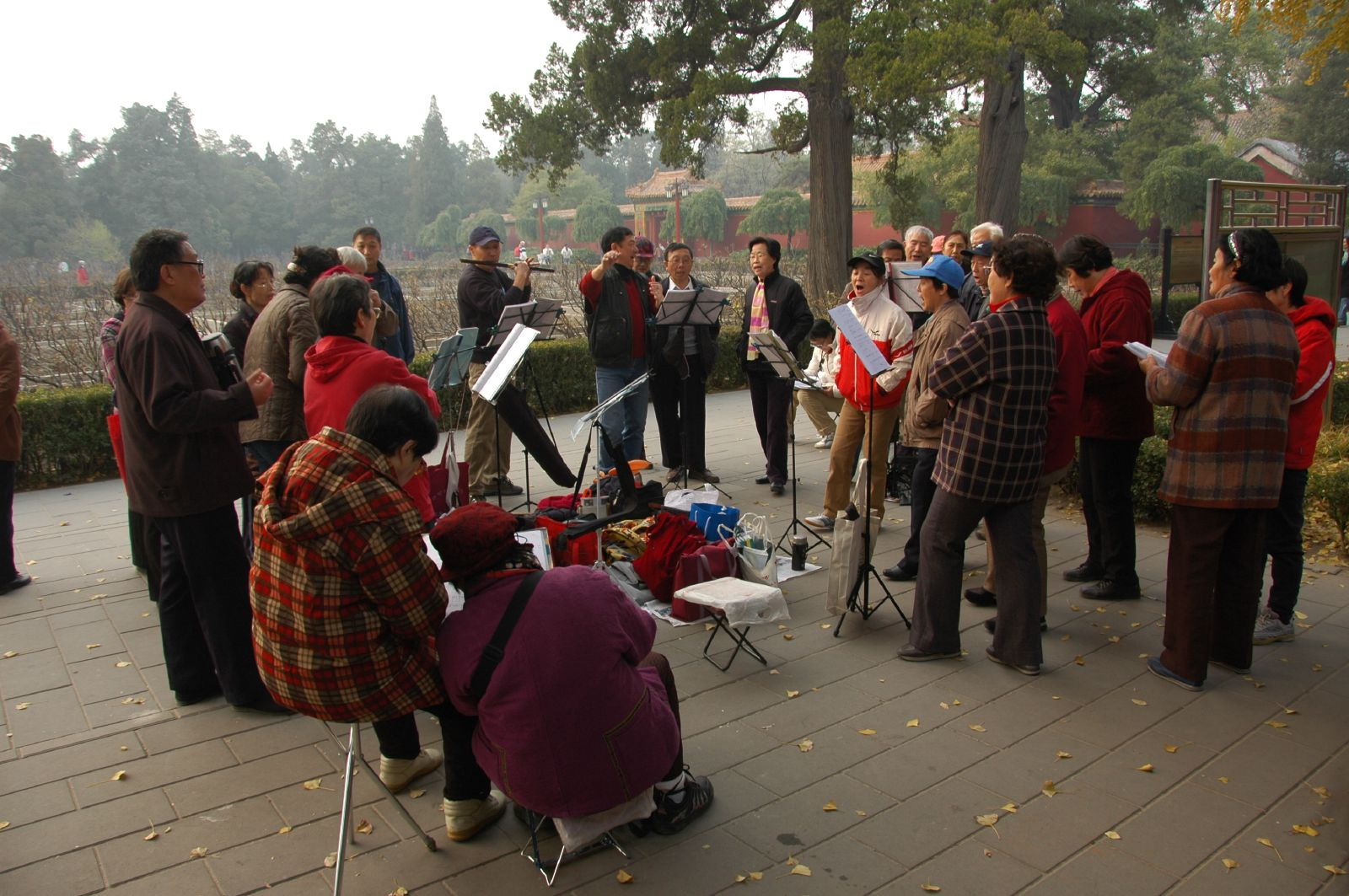
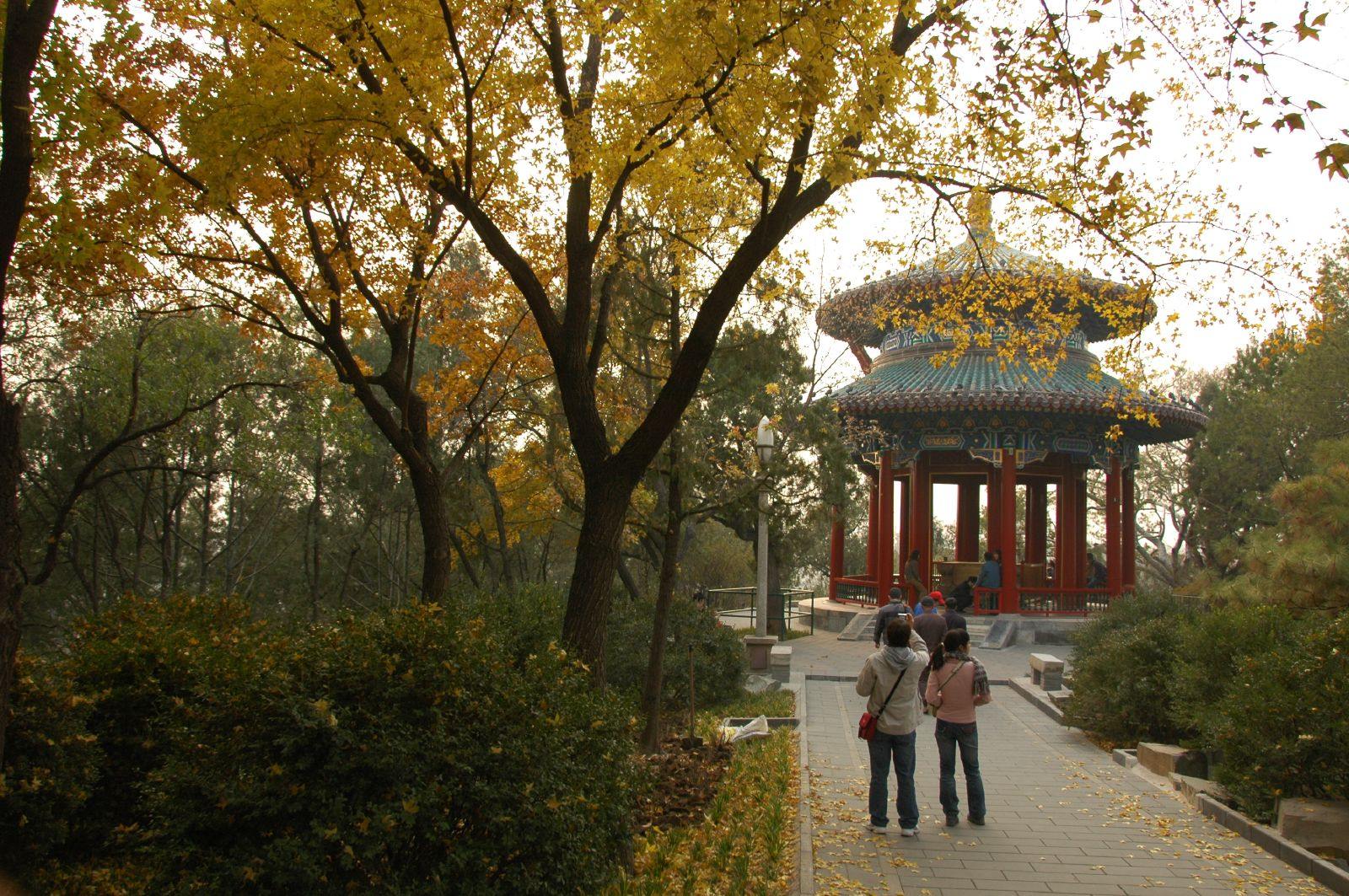
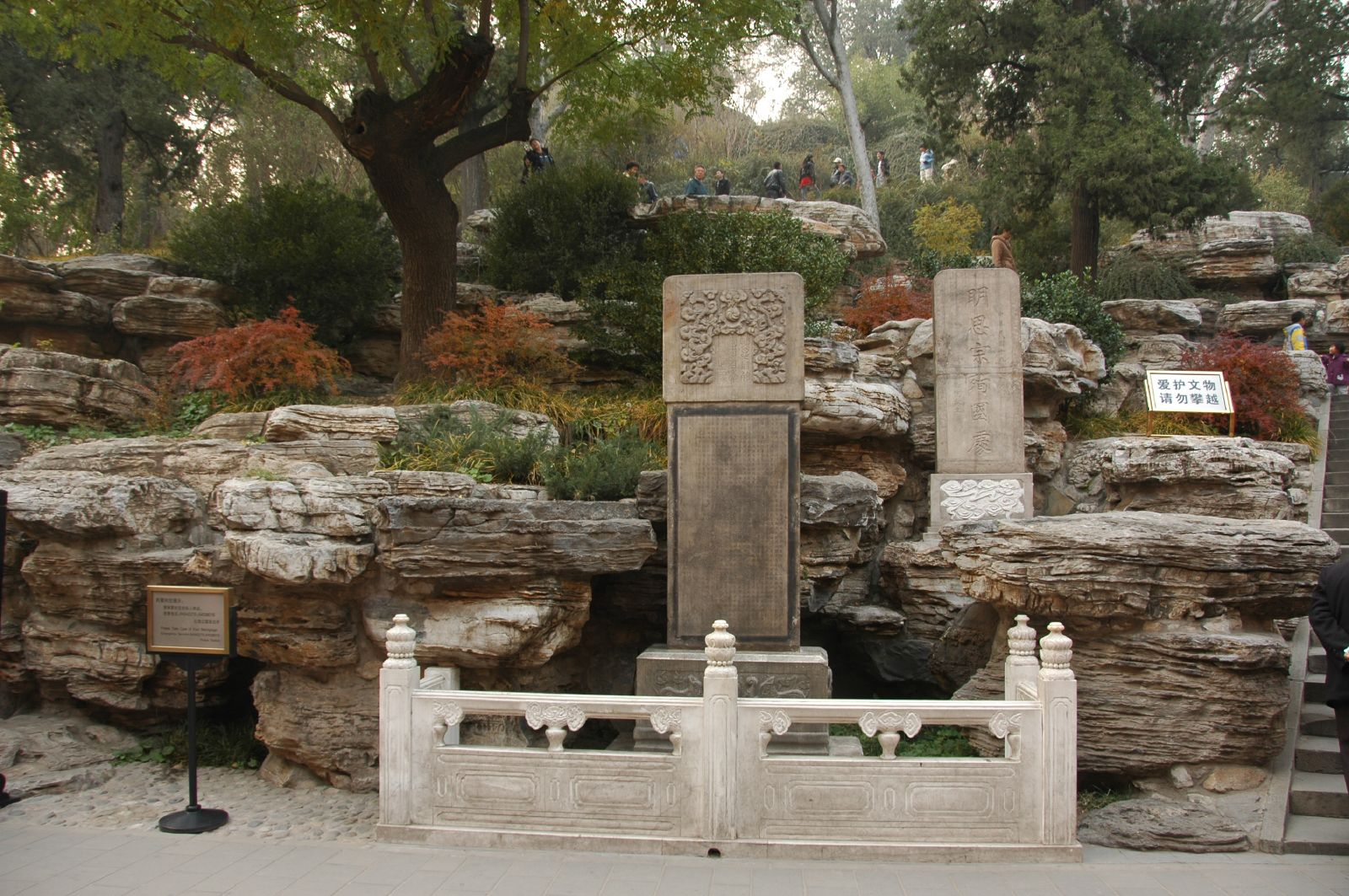
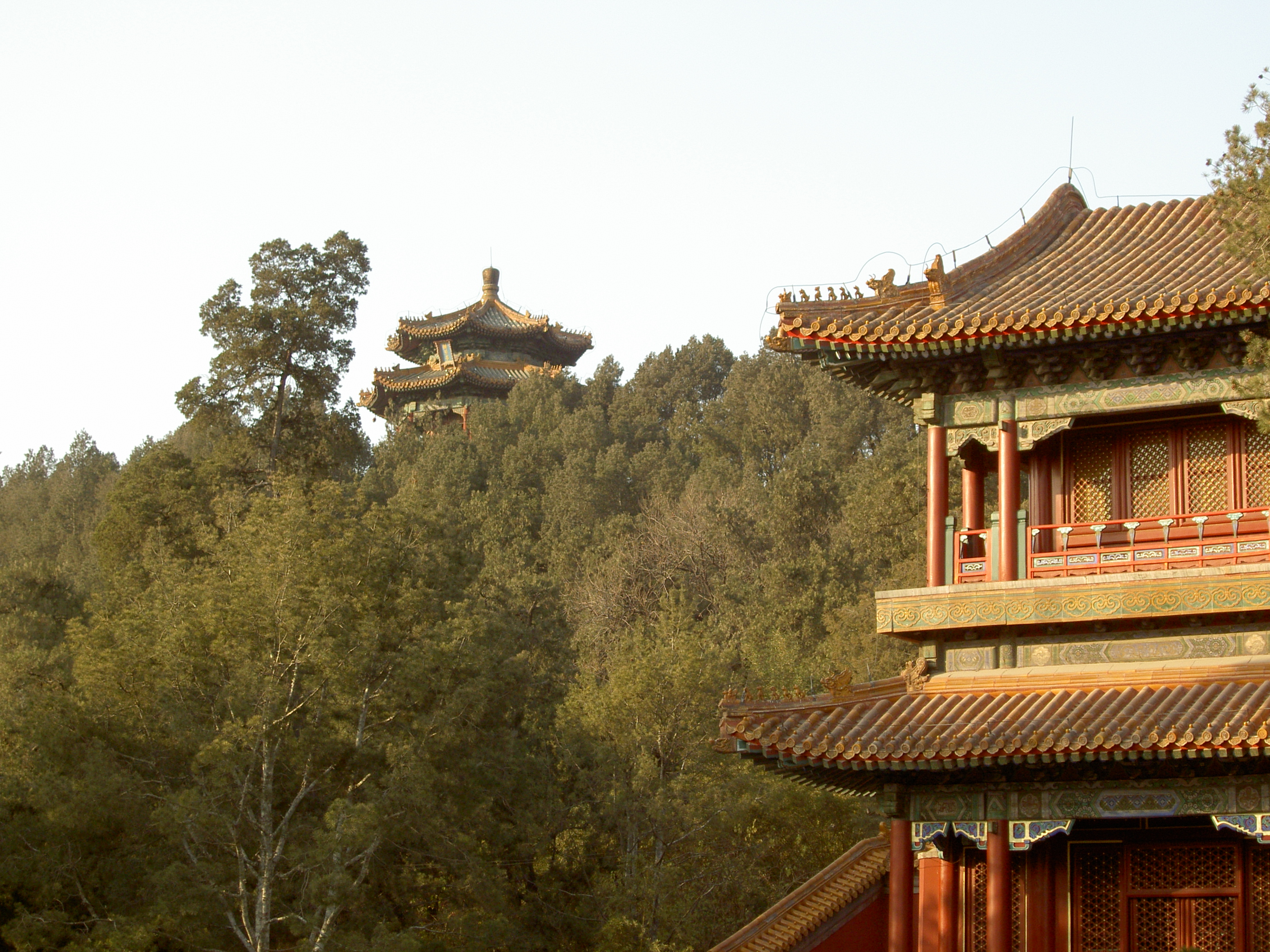
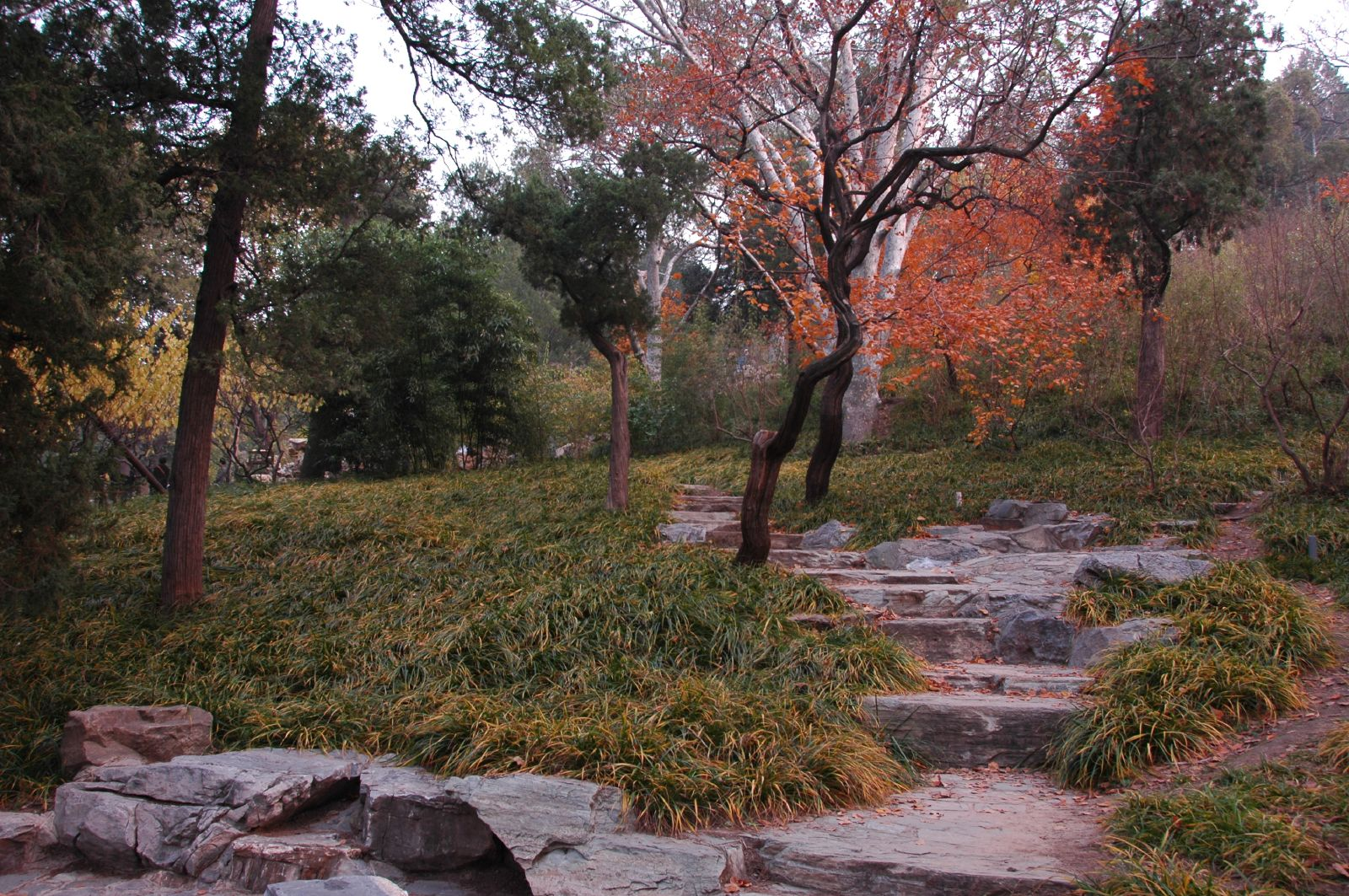